# 페친현

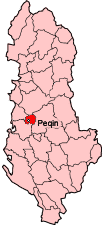
페친 현의 위치

페친현(알바니아어: Rrethi i Peqinit)은 알바니아를 구성하는 36개 현 가운데 하나로, 현청 소재지는 페친이며 면적은 191km2, 인구는 33,000명(2004년 기준)이다. 행정 구역상으로는 엘바산 주에 속한다.